# Luz María de la Mora
Luz María de la Mora Sánchez (n. Cuauhtémoc, Ciudad de México; 20 de octubre de 1965) es una internacionalista, economista, politóloga y funcionaria pública mexicana. Se desempeñó como Subsecretaria de Comercio Exterior en la Secretaría de Economía (México) desde el 1 de diciembre de 2018 hasta 13 de octubre de 2022.

## Trayectoria académica
Estudió la Licenciatura en Relaciones Internacionales en el Colegio de México, Maestría en Economía Política Internacional en la Universidad de Carleton, Canadá y Doctorado en Ciencia Política en la Universidad Yale. Ha sido becaria Fulbright del Gobierno de Canadá y de CONACYT. 
Ha sido investigadora visitante en el Centro Internacional para Académicos Woodrow Wilson en Washington D. C. y en el Centro de Estudios México-EE. UU. de la Universidad de California en San Diego. 
Ha sido profesora afiliada en la División de Estudios Internacionales del Centro de Investigación y Docencia Económicas y es autora del libro Apertura con Reciprocidad (2012).

## Trayectoria profesional
Se ha desempeñado como Jefa de la Unidad de Relaciones Económicas y Cooperación Internacional en la Secretaría de Relaciones Exteriores (México) y Jefe de la Unidad de Negociaciones Comerciales Internacionales en la Secretaría de Economía (México), Jefa de la Unidad de Coordinación de Negociaciones Internacionales, Representante de la Secretaría de Economía de México ante la Unión Europea en Bruselas y representante Alterno de México ante ALADI en Montevideo, Consejero Económico en la Oficina Comercial de México en la Embajada de México en Washington D. C. y miembro del equipo de negociación del Tratado de Libre Comercio de América del Norte.
Ha sido panelista del Capítulo 19 del Tratado de Libre Comercio de América del Norte y consultora del Comité Asesor de la División para América Latina del Banco Mundial. 
Ha sido miembro de Asuntos Internacionales del COMEXI. Dirigió del Programa WEConnect International en México y el Capítulo México de Vital Voices Global Partnership impulsando el desarrollo y la internacionalización de empresas de mujeres.
En octubre de 2022 presentó su renuncia como Subsecretaria de Comercio Exterior.